# Vlado Čapljić
Vlado Čapljić (ur. 22 marca 1962 w Sarajewie) – bośniacki piłkarz występujący na pozycji obrońcy, a także trener.

## Kariera klubowa
Čapljić rozpoczynał karierę w 1978 roku w Željezničarze. W 1981 roku dotarł z nim do finału Pucharu Jugosławii, w którym Željezničar przegrał jednak z Veležem Mostar. W 1985 roku odszedł do Partizana. W 1986 roku, a także w 1987 roku zdobył z nim mistrzostwo Jugosławii. Na początku 1988 roku przeniósł się do Dinama Zagrzeb. W 1990 roku wywalczył z nim wicemistrzostwo Jugosławii.
W tym samym roku Čapljić wrócił do Željezničara Sarajewo. Tym razem spędził tam rok. W 1991 roku odszedł do chorwackiego zespołu HAŠK Građanski, w którym grał już, gdy ten nosił nazwę Dinamo Zagrzeb. W 1992 roku zdobył z nim Puchar Chorwacji. Po tym sukcesie wyjechał do Portugalii, gdzie przez dwa lata grał w trzecioligowym AD Esposende. W 1994 roku zakończył karierę.

## Kariera reprezentacyjna
W reprezentacji Jugosławii Čapljić zadebiutował 31 marca 1984 roku w wygranym 2:1 towarzyskim meczu z Węgrami. W tym samym roku został powołany do kadry na Letnie Igrzyska Olimpijskie, podczas których zdobył z drużyną brązowy medal.
W latach 1984–1985 w drużynie narodowej rozegrał łącznie 4 spotkania.